# Liste der Nummer-eins-Hits in Irland (1983)
Diese Liste enthält alle Nummer-eins-Hits in Irland im Jahr 1983. Es gab in diesem Jahr 22 Nummer-eins-Singles.
| Singles |
| --- |
| - Renée and Renato – Save Your Love - 6 Wochen (11. Dezember 1982 – 21. Januar 1983) - Phil Collins – You Can’t Hurry Love - 1 Woche (22. Januar – 28. Januar) - Men at Work – Down Under - 4 Wochen (29. Januar – 25. Februar) - Kajagoogoo – Too Shy - 1 Woche (26. Februar – 4. März) - Michael Jackson – Billie Jean - 2 Wochen (5. März – 18. März) - Bonnie Tyler – Total Eclipse of the Heart - 3 Wochen (19. März – 8. April) - David Bowie – Let's Dance - 2 Wochen (9. April – 22. April) - F. R. David – Words - 3 Wochen (23. April – 13. Mai, insgesamt 5 Wochen) - Spandau Ballet – True - 1 Woche (14. Mai – 21. Mai) - F. R. David – Words - 2 Wochen (22. Mai – 3. Juni, insgesamt 5 Wochen) - The Police – Every Breath You Take - 4 Wochen (4. Juni – 1. Juli) - Rod Stewart – Baby Jane - 2 Wochen (2. Juli – 16. Juli) - Mike Oldfield – Moonlight Shadow - 1 Woche (16. Juli – 22. Juli) - Paul Young – Wherever I Lay My Hat (That’s My Home) - 1 Woche (23. Juli – 29. Juli) - The Police – Wrapped Around Your Finger - 3 Wochen (30. Juli – 19. August) - KC and the Sunshine Band – Give It Up - 2 Wochen (20. August – 2. September) - Madness – Wings of a Dove - 1 Woche (3. September – 9. September) - UB40 – Red, Red Wine - 3 Wochen (10. September – 30. September) - Culture Club – Karma Chameleon - 4 Wochen (1. Oktober – 28. Oktober) - Tracey Ullman – They Don’t Know - 2 Wochen (29. Oktober – 11. November) - Billy Joel – Uptown Girl - 3 Wochen (12. November – 2. Dezember) - Paul Young – Love of the Common People - 2 Wochen (3. Dezember – 16. Dezember) - The Flying Pickets – Only You - 5 Wochen (17. Dezember 1983 – 20. Januar 1984) |

Siehe auch: Nummer-eins-Hits 1983 in  Australien, Belgien, Deutschland, Finnland, Frankreich, Italien, Japan, Kanada, Neuseeland, den Niederlanden, Norwegen, Österreich, Schweden, der Schweiz, Spanien, den Vereinigten Staaten und im Vereinigten Königreich.